# Комаром
Комаром или Мали Коморан (мађ. Komárom, слч. Komarno) је град у северној Мађарској и броји близу 20.000 становника. Град је погранични и се налази на Дунаву преко пута словачког града Комарно.
Комаром припада жупанији Комаром-Естергом, а име града и жупаније долази од словачке речи Komar, што значи комарац.
Комаром је био село, а од 1896. године предграђе некад већег истоименог градског насеља и седишта жупаније у оквиру Краљевине Мађарске, које се пружало на обе стране Дунава. Град је био у поседу мађарских владара још од 10. века. Током периода 16. века он је једно од главних утврђења прво у одбрани, а затим у офанзиви Хабзбурговаца против Османлија. После Првог светског рата Дунав је постао граница између тадашњих Мађарске и Чехословачке, а он некад јединственог града настала су два мања града; Северни део постао је чехословачки, данас словачки град Комарно, а јужни део мађарски град Комаром. Од пре неколико година оба града су поново повезани мостом преко Дунава.
Комаром је данас познат највише по добро очуваној тврђави из периода Аустро-турских ратова.

## Становништво
По процени из 2017. у граду је живело 18805 становника.
| 1990.  | 2001.  | 2011.  | 2017.  |
| ------ | ------ | ------ | ------ |
| 19.532 | 19.616 | 19.284 | 18.805 |

## Партнерски градови
- Себеш
- Коморан
- Лието
- Наумбург
- Сосновјец